# Nous avons mangé la forêt
Nous avons mangé la forêt de la pierre-génie Gôo est un ouvrage de Georges Condominas publié en 1957 au Mercure de France, basé sur son mémoire d'étude du terrain de Sar Luk auprès des Mnong Gar des montagnes du Viêt Nam du Sud. Le titre, Nous avons mangé la forêt de la pierre-génie Gôo, désigne à Sar Luk l'année 1949, c'est-à-dire celle où a été essarté le sol ainsi désigné. Cette périphrase, qui donne son titre à l'œuvre, renvoie à une perception cyclique du temps chez le peuple mnong gar qui « n'est pas obnubilé comme nous par la présence toute puissante des chiffres ».
Georges Condominas y choisit la forme du journal de bord, un peu à la manière de L'Afrique fantôme, le journal de l'expédition ethnographique Dakar-Djibouti tenu par Michel Leiris. Nous avons mangé la forêt est un texte porteur d'une grande modernité que Maurice Nadeau[réf. nécessaire] et Édouard Glissant[réf. nécessaire] remarquent pour sa part littéraire comme Claude Lévi-Strauss[réf. nécessaire] pour sa part ethnographique.
L'ouvrage, traduit par Adrienne Foulke, a été publié en anglais en 1977 aux éditions Hill and Wang (New York).

## Table des matières
- Les Mnong Gar ou Phii Brêe. Sar Luk.
- L'alliance de Baap Can. Un échange de sacrifice du buffle.
- L'inceste et le suicide du beau Tieng.
- Voyages dans l'Au-delà en quête d'Ames.
- Le mariage de Jaang, la seconde fille de Baap Gôo.
- Naissance du troisième fils de Baap Can.
- La grande fête du sol de Sar Lang.
- La mort et les funérailles de Taang-Jieng-le-Voûté.
- L'année de la pierre génie Gôo s'achève. Nous allons manger la Forêt de Phii Ko'.

## Exposition dumusée du quai Branly
« Nous avons mangé la forêt » est l'expression retenue pour le titre de l'exposition que le musée du quai Branly a consacré aux Mnong Gar du 19 juin au 17 décembre 2006 et intitulée exactement : « Nous avons mangé la forêt… » : Georges Condominas au Vietnam. Cette exposition s'est ensuite déplacée en 2007 à Hanoï où elle a fait l'objet d'un catalogue spécifique bilingue.